# Blidingsholm
Blidingsholm var en medeltida befäst huvudgård troligen anlagd på 1300-talet av släkten Hjärne. Efter att gården lämnat släktens ägo bytte den ägare ett flertal gånger till dess att den hamnade i ätten Banér. Det är inte känt när gärden upphörde som säteri. Gården brukades av flera bönder under tidigt 1800-tal men delar av gården återsamlades 1870, då en ny mangårdsbyggnad restes på den ena gården. Gården från 1870 driver verksamhet med konferenser och friluftsturism. Blidingsholm är riksintresse för kulturminnesvården.

## Blidingsholm i modern tid
Blidingsholm består av två jordbuksenheter. Den södra av dessa bedriver ett visst jordbruk med fårbete och vallodling. Den norra gården, vars huvudbyggnad ligger på en ö i Mörrumsån, är navet i en konferensanläggningen, där de traditionella byggnaderna införlivats i verksamheten liksom de tidigare jordbruksmarkerna. Dessa används idag för friluftsaktiviteter som exempelvis camping. De två gårdarna uppkom i samband med en ägodelning av en ensamgård i början av 1800-talet, vilket konfirmerades vid ett storskifte 1823. Två av de senare enheterna fogades åter samman på 1870-talet. Då uppfördes mangårdsbyggnaden, en och en halv våning hög. Denna byggnad med rikt utsmyckad veranda dominerar bebyggelsemiljön på platsen.

## Historia
Blidingsholm nämns under medeltid 1445 då det omtalas att Henrik Hjärne ärvt Blidingsholm av sin far, Jon Hjärne d.y. Gården var då huvudgård för den adliga släkten Hjärne. Släkten Hjärnes godskomplex omfattade omkring 100 gårdar i Värend och Blekinge. Möjligen fanns gården redan under 1300-talet med riddaren Jon Hjärne som innehavare. 1457 sålde Henrik Hjärne godset till den danske marsken Klaus Rönnow. Rönnow sålde godset 1472  till Ture Turesson (Bielke), vars änka 1503 överlät egendomen till sonen Peder Turesson. I detta brev omtalas gården ”med de avgärdatorp som av fordom haver legat till gårdens avel”. Ännu på 1660-talet betecknades Blidingsholm som säteri och ägdes då av släkten Banér.
Bosättningen var under 1400-talet en befäst gård som kan ha legat på samma plats som dagens huvudbyggnad, på en ö i Mörrumsån. Ett annat möjligt läge är norr om denna plats på två andra öar (Kungsholme och Eveholme) på vilka man funnit medeltida husgrunder. Dessa har tidigare tolkats som den befästa gården vilket senare har ifrågasatts. Istället har man föreslagit att husgrunderna ursprungligen hängt samman med kvarnverksamhet och fiske från fasta konstruktioner. Tolkningen är visserligen mycket osäker men sannolikheten att lämningarna hänger samman med den medeltida gården och dess verksamhet är stor. Marknamn på åkermarken vittnar om platsens medeltida stormannabakgrund. Cirka en km sydöst om Blidingsholms huvudbyggnad ligger Riddarekärret, Riddareåkern och Riddarehejan. Dessa marker ligger utanför riksintresset. Den befästa gården är en del av ett antal borgar i området, främst biskopens borgar på Bosholme i Åsnen och borgen vid Hackekvarn. Till borgarna i närområdet hör också Hönsehylte skans vid Norraryd vars ägarbakgrund är osäker. Intill den äldre stenvalvsbron finns lämningar efter kvarnar och andra industrier. Kvarnen kan ha samband med den medeltida huvudgården. Kvarnar var en lönande affär och gav viktiga inkomster för frälset.

## Kommunikationsmiljön

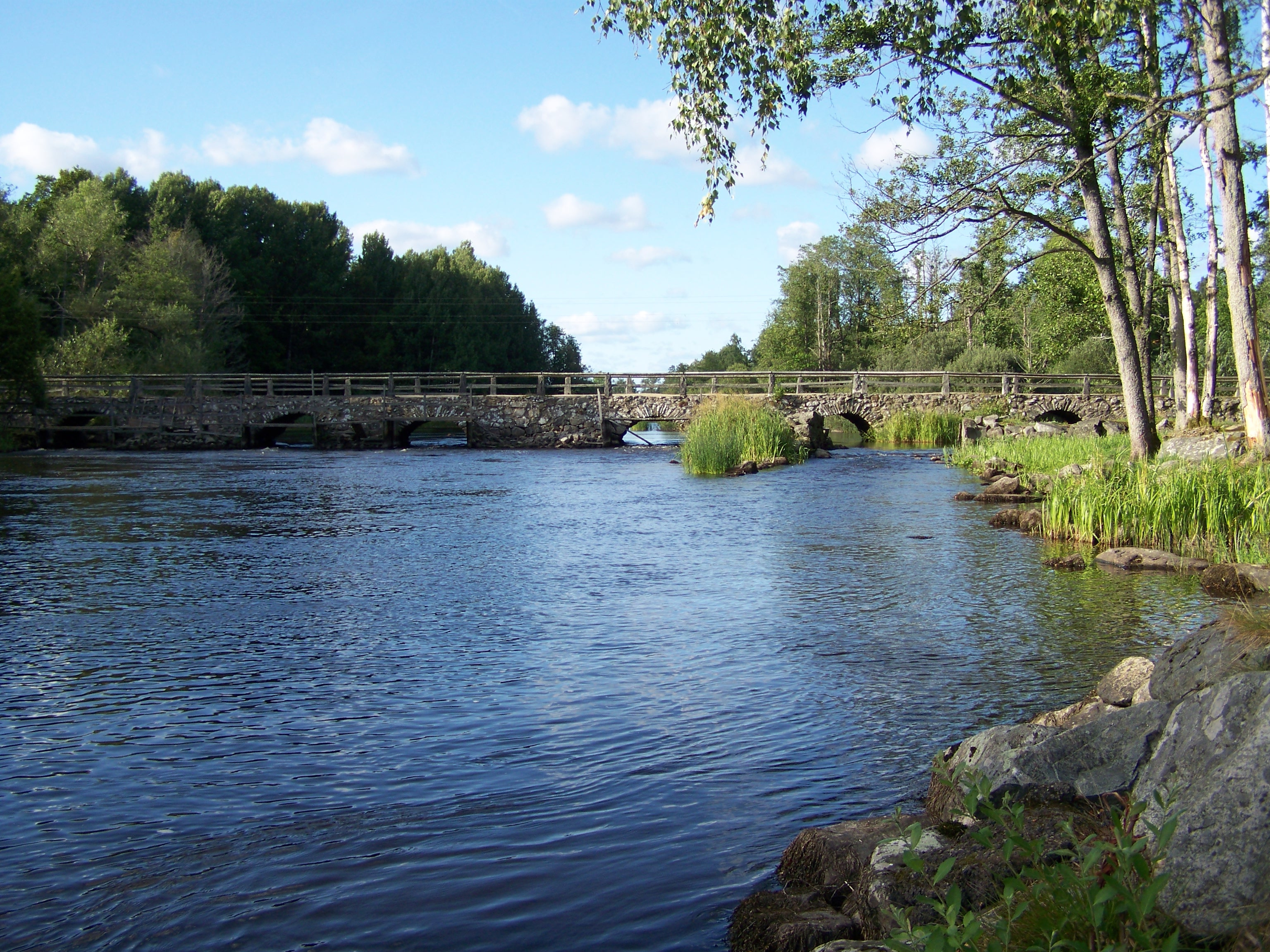
Den gamla stenvalvsbron över Mörrumsån

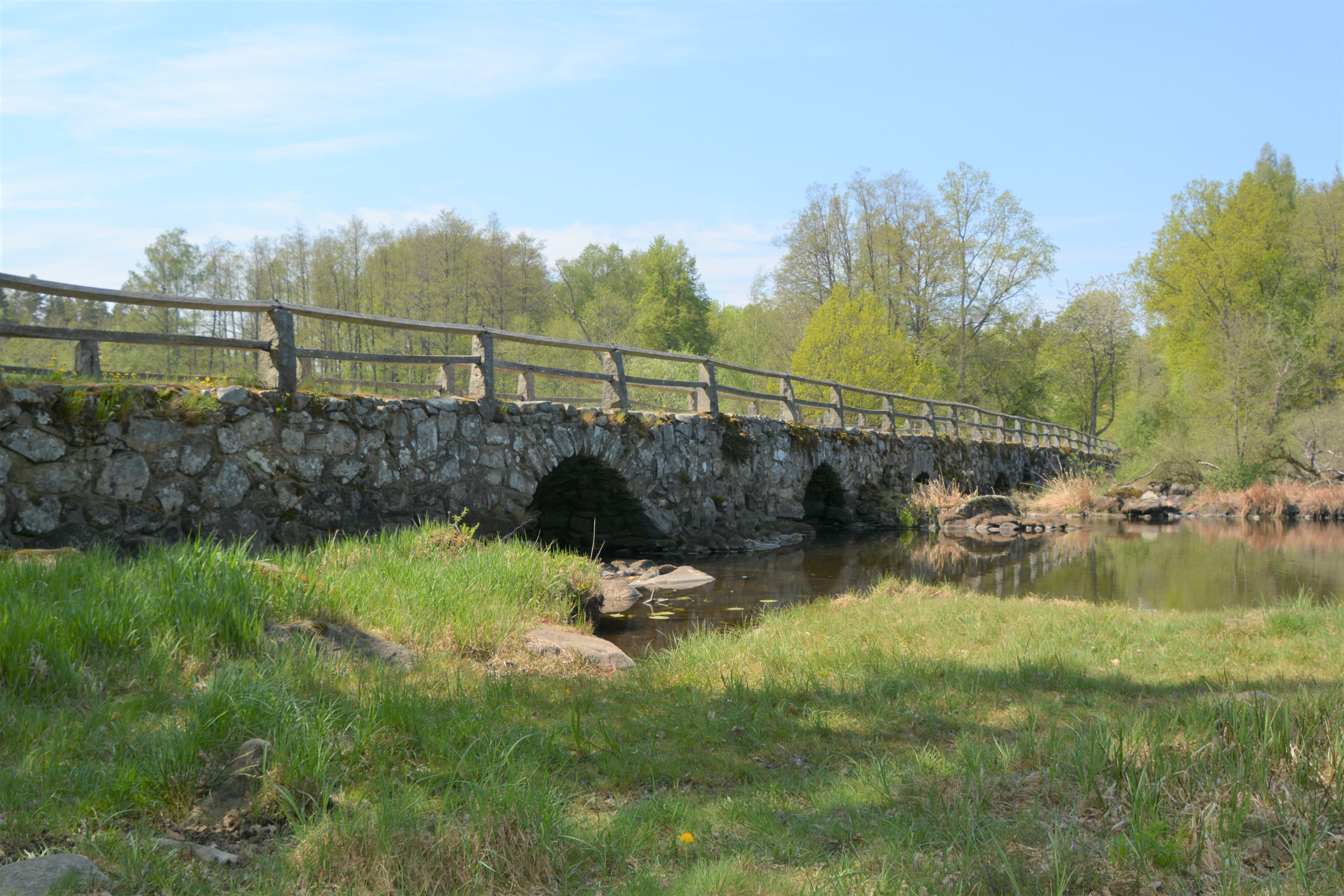
Närbild av bron

Mörrumsån är smalare och har några mindre forsar vid Blidingsholm. Området söder om Åsnen var ett naturligt ställe att korsa Mörrumsån. Den äldsta bevarade bron är den omkring 70 meter långa stenvalvsbro (kilad bro) Holmabron, som har åtta valv. Bron är en av Kronobergs läns längsta och vackraste stenbroar. Brons  föregångare från 1600-talet var byggd i trä. Vägsträckningen, som löper över bron har medeltida bakgrund som vägförbindelse mellan Växjö och Villand i Skåne och Listerlandet i Blekinge. Vägen var betydelsefull inte minst för svenska och danska truppförflyttningar under Nordiska sjuårskriget på 1560-talet och under Kalmarkriget 1611-13. Endast en mindre sträcka av vägen, idag en mindre brukningsväg, ingår i riksintresset Blidingsholm. Vägen omlades under 1900-talet till en ny sträckning med ny bro över Mörrumsån.
År 1900 öppnades järnvägslinjen  Hönshylte–Kvarnamåla Järnväg gick från stationen Norraryd på Karlshamn–Vislanda Järnväg till Kvarnamåla station på Växjö–Tingsryds Järnväg. 1943 förstatligades HKJ. I maj 1965 lades persontrafiken ned och i mars 1971 gick det sista godståget. Rivningen av spåren påbörjades och våren 1972 var rälsen borta. Järnvägen hade betydelse för transport av äpplen och förädlade produkter från Urshultsbygdens syltindustrier. De två järnvägsbroarna över Mörrumsån ingår i riksintresset är konstruktioner av typen parabel fackverkskonstruktion. Ännu en järnvägsbro, med likadan konstruktion, återfinns sydväst om riksintresset över Trestenshults kanal. I motivtexten för riksintresset framhålls mötet mellan olika kommunikationsleder, där sjötransporter på Åsnen och i Mörrumsåns början framhålls som en viktig del i denna struktur. Riksintressets uttryck för kommunikation är stenvalvsbron och de två järnvägsbroarna med parabla fackverk.
Transporter på Åsnen av säd till kvarnarna vid Mörrumsån var säkert av stor betydelse för byarna vid sjön. Utvinning av myrmalm och träkolstransporter spelade säkert en roll. Lars-Olof Larsson menar att bara lokala transporter har varit av betydelse och menar att Mörrumsån saknat förutsättningar som kommunikationsled. Åfåran har stora naturgeografiska hinder som även hindrar båttransporter med små båtar, och åtminstone från medeltid har konstruerade hinder som kvarnar och fasta fisken bildat ännu fler hinder. Historikern Albert Vejde myntade begreppet mörrumslinjen på 1920-talet med stöd i uppfattningar från regional historieskrivning från 1800-talet. Begreppet syftar på att Mörrumsån var en viktig kommunikationsled för kolonisation, handel och kulturspridning från stenåldern och framåt. Det ansågs bland annat lämningarna efter borganläggningar vara ett belägg för. Att stenålderns jägarbefolkning använt ådalen för att ta sig till Fornåsnens rika fiske och goda jaktmarker bör inte betvivlas och att markerna runt Åsnen efter att vattenståndet i fornsjön sänkts varit goda marker för kreatursbeten då stridsyxfolket började bruka Småland intensivare är också troligt. Senneolitikums stora spridning av hällkistor utmed Helgeåns lopp och sjösystemet i Värend talar också för åns betydelse. Vad gäller medeltidens transporter så tog de inte vägen över Mörrumsåns dalgång utan gick över Ryd (Hönshylte Skans), via Kyrkhult (Hörne borg)  förbi Jämshög sedan vidare mot Sölvesborg eller Åhus. De tyngre transporterna gick ofta på vintern på snö och isar. Borgarna är belägna för att kontrollera dessa och ligger vid sjöar och vattendrag.

### Holländarvägen
När behov av landtransporter skapades under sextonhundratalet från Huseby och Ålshult till Bodekull  började de som vandrings-, rid- och klövjestigar. Järnbruken hade behov av bättre transportmöjligheter till Bodekull. Personer med ursprung i  Holland var viktiga på järnbruken och de var med och rustade upp farvägen till bättre standard för kärror och vagnar. Så fick Holländarvägen sitt namn. Vägbygget påbörjade på 1630-talet. Förutom järntransporter transporterades virke, såsom master och virke till fartyg, trätjära, träkol, pottaska på vägen. Från Blekinge transporterade främst fisk och salt och importprodukter Vägen gick mellan Bodekull och Åsnen vid Ryd..

## Fasta fisken så kallade Värmane
Huvudartikel: Värmane
Mörrumsån tillhörde historiskt södra Sveriges främsta ålfiskevatten. Sedan medeltiden har fisket utövats med fasta fångstanordningar, så kallade värmane.  Lanor (ramar med strutar av nät) sattes i ramar så kallade laneställ i strömt vatten, och de stängde åfåran och fångade nedgående ål. Sträckan Åsnens utlopp till Blekinges gräns hade fjorton kända anläggningar. De flesta fisken med värmane var andelsfiske som lottades ut mellan olika andelsägare. Andelar i fisket var ibland knutna till jordbruksfastigheter men inte alltid. Inom Blidingsholmsriksintresset finns två värmane, de sista i bruk. Ett finns i anslutning till Holmabron, Blidingsholms och Trestenshults värmane, och det andra vid Havbältan i norra delen av riksintresset.  Holmabrons värmare är fortsatt en konstruktion i byggd i trä, medan Havbältans värmare byggdes om till betongfundament 1948.
Mörrumsåns ålfiske var av stor betydelsen troligen redan under stenåldern och fortsatte att vara det fram till medeltid. De fasta redskap, värmane finns dokumenterade historiskt tidigt. De  finns markerade på de äldsta kartorna från 1600-talet. Under medeltiden blev de av större betydelse som inkomstkälla på grund av de fastetider som tillämpades av katolska kyrkan. Biskopen i Växjö var betydelsefull andelsinnehavare i Havbältans värmane på 1300-talet. Han förvaltade att fastans regler efterlevdes men utövade viss kontroll över den råvara som fastan tillät. Biskopsstolens två borganläggningar några kilometer längre norrut pekar på kyrkans maktställning  och intresse för området. Fisket vid Havbältan nämns av Gustav Vasa efter den blivit kronoålfiske med reformationen.
Blidingsholms lokalisering utövar kontroll av Mörrumsån och Åsnens omland som försörjningsresurs och som kommunikationsled. Båda motiven har varit styrande och lika viktiga. Stenåldersboplatsen på samma holme som den historiska bebyggelsen Blidingsholm ska förstås i samma samma perspektiv. Riksintressets uttryck är de fasta fiskeanläggningar vid Holme bro och Havbältan, vaktstuga vid Havbältan och möjligen hänger lämningarna på Eve holme och Kungs holme också samman med det medeltida ålfisket.

## Det omgivande landskapet
Södra Värend präglades av ett småskaligt lätt kuperat landskap, rikt på sjöar och skogsområden. Odlingarna låg som mindre gläntor i skogarna. Dessa domineras i modern tid av blandskogar, med en andel av lövträd,  men de var nog ännu mera betonade av lövträd under medeltid. Området gränsar till södra lövskogsregionen. Kring sjöarna och vattendragen dominerar lövskogarna. Blidingsholm ligger i direkt anslutning till Mörumsån, en av Smålands största åar vars flodområde sträcker sig in Jönköpings län.
Blidingsholm låg i en gränsbygd med småbruten terräng. Området kring Åsnen, Mien och Mörrumsån har bosättningsspår under förhistorisk tid fram till äldre järnålder men ett avbrott under yngre järnålder, och sedan etablerades den fasta bebyggelsen åter först under medeltid. Bosättningar förekom redan under stenåldern, knutna till sjöarnas och vattendragens resurser.  Bebyggelsen i Almundsryds socknen utgjordes under medeltiden mestadels av ensamgårdar. Av femtioåtta bebyggelseenheter i 1540-talets jordebok hade endast tre mer två hemman. Trettiosex hemmanen ägdes av  frälset. Sexton hemman var kyrklig egendom av olika slag och bara sex var skattehemman. Frälsejordens dominans var således överväldigande. Frälset har troligen medverkat i kolonisationen. Bergkvara utanför Växjö var en av senare skapet stor godsbildningi området. Området präglades av boskapsskötsel, med övervikt för marker inriktade på foder till djuren, som dominerar över åkerarealerna Ängsarealen omfattade i många  fall 10 gånger så stor areal som åkern. De förhistoriska gravarna som dokumenterades vid första fornminnesinventeringen ger en skev bild genom att bara registrera förhistoriska gravar och deras ålder och utbredning. Revideringsinventeringen registrerade bosättningar och framför allt tillkom röjningsröse-områdena som är den vanligaste och dominerande arealen av fornlämningar i området. Röseområdena med fossil åkermark ger inte utrymme för tolkningen att landskapet var obebott fram till kolonisationen under tidig medeltid.
Skogsnäringar var inte bara inriktad på timmer för husbehov, stängsel  och ved utan nyttjades för produktion av tjära och pottaska och senare även fartygstimmer. När järnbruken kom till i Ålshult och Husaby under 1600-talet ökade produktionen av träkol. Åsnen och större åar hade ett betydelsefullt fiske som nu kompletterades av fiske efter sjömalm.

## Riksintresse för kulturminnesvården
Riksintresseta tema med de tre kommunikationslederna över Mörrumsån. Den moderna länsväg 120 leds över ån av en modern balkbro i betong. Dess föregångare som väg, löper som en en mindre brukningsväg och ansluter till en stenvalvsbro, som inte får utnyttjas av motortrafik, En bit bort går en cykelväg på en före detta banvall. Den senare leds över Mörrumsån via tre järnvägsbroar. Riksintresset Blidingsholm sträcker sig ca två kilometer i nordsydlig riktning och omfattar arealer på ömse sidor av Mörrumsån. Den västra delen är i huvudsak bevuxen med lövskog medan den östra delen utgör ett mindre odlingslandskap.
Blidingsholm är en av tre kulturmiljöer av riksintresse i Tingsryds kommun. Tillsammans med Korrö hantverksby är sedan 2013 också ängsfruktodlingsområdet söder om Åsnen riksintresse. Riksintresset i Blidingsholm innehåller sammansatta värden där kommunikationsmiljön med ett antal kulturhistoriskt värdefulla broar framhålls som det centrala värdet. Här finns emellertid även fasta fiskeanläggningar, lämningar efter medeltida försvarsanläggningar samt tilläggsvärden i form av värdefulla bebyggelsemiljöer och en stenåldersboplats. Kulturmiljön är alltså rik men samtidigt otydligt beskriven. Ett riksintresse för kulturmiljövården bör representera enhetliga kulturhistoriska sammanhang med tydliga samband mellan miljöns fysiska uttryck. En viktig fråga att besvara i detta sammanhang är därför om dessa sammanband föreligger och om de speglas inom den riksintressegräns som definierats.
Blidingsholm omfattas av  fyra riksintressen förutom kulturmiljövård också för naturvård, friluftsliv och yrkesfiske. Området omfattas av kommunens översiktsplan från 2007. Riksintresset för kulturmiljövården är allmän hållet och fördjupad uttolkning av riksintressets innebörd behövs. Generellt sett framhåller Tingsryd kommun kulturmiljön som en resurs. Den väl bevarade småländska kulturmiljön påverkar prövning av olika nya bebyggelser och kulturmiljöns bevarande har en hög prioritering. Översiktsplanen pekar ut områden med höga kulturmiljövärden. De värdefullaste kulturmiljöerna i kommunen kan få områdesbestämmelser för att skydda värdena. Detta har man gjort med riksintresset Korrö. Kulturmiljöprogram I Tingsryd från 1992 hade 41 områden som särskilt värdefulla. Av dessa har tre blivit områden av riksintresse.
En riksintressant kulturmiljö ska vara en miljö där landskapets historiska dimension särskilt väl går att utläsa eller uppleva i dagens landskap. Den historiska dimensionen kan utgöras av lång kontinuitet med landskapets sega strukturer. De kan också uttrycka en särskild epok eller företeelse. Landskapets sega strukturer kan ha en flertusenårig historia. De kan utgöra bebyggelselägen, kommunikationsnät och markanvändning. Men landskapet har också formats av senare skeden såsom 1800-talets agrara revolution, en viss tids byggnadsskick eller utveckling av nya kommunikationsmedel. Riksintressesystemet vill skydda kulturhistoriskt värdefulla helhetsmiljöer. Kulturhistoriskt värdefulla enskilda objekt skyddas istället av plan- och bygglagen och kulturmiljölagen. En riksintressant kulturmiljö ska behandlas som en helhetsmiljö där landskap, vägnätet, enskilda byggnader och bebyggelse hör samman i ett komplext system. Miljön kan bilda en visuell lätt synlig enhet. Den historisk enheten där en gemensam social och ekonomisk organisation visar ett områdets olika delar och deras sammanhang.